# Піч для випалення вапна (картина)
«Піч для випалення вапна» (фр. Le Four à plâtre) — пейзаж передмістя Парижу, котрий створив французький художник Теодор Жеріко (1791—1826).

## Передісторія
Жеріко був молодим художником і тому перебував в постійних пошуках, переходив від впливів одного авторитету в мистецтві до другого. Навчався у Карла Верле́ у 1808–1810 рр. малювати коней, що були його пристрастю. Відвідував майстерню П. Герена, де зробив низку малюнків академічного спрямування і копії з картин художників-попередників. Серед творів цього періоду — вигаданий героїчний пейзаж в стилістиці 17 ст. Твори художника Гро навернули молодого митця до реальності.
Пошуки несподіваного сюжета з реального життя призвели до появи незвичного пейзажа «Піч для випалення вапна». Бажання отримати фінансову незалежність спонукало художника звернутися до підприємницької діяльності. Він вклав власні гроші у придбання печі для випалення вапна в тодішньому передмісті Парижа на Монмартрі.

## Опис твору
В картині нема нічого привабливого з міркувань академічної краси — ні тендітних жінок, ні італійських руїн і піній, що традиційно вважались гідними зображення і захоплення.
Перед глядачем оставала брудна галявина з виробничим приміщенням. Поряд — декілька кремезних коней з торбами для годівлі тварин і візки. Сарай з розбитим дахом, приземкуватий і такий же брутальний та брудний, як і галявина. Очам глядача ніде зупинити зір — ні зелених рослин, ні привабливих персонажів. Своєрідним контрастом є лише біла курява в похмурому небі та брутальні та важкі форми споруди і вантажних коней поряд з вкрай розбитим шляхом. В картині панують пустельність, пригніченість і якась немотивована загроза всьому живому.

## Післямова
Вважають, що на картині подана саме та піч для випалення вапна, котру придбав митець в передмісті на Монмартрі. Місцевість була пов'язана з біографією художника. Десь поряд він невдало упав з коня і отримав травму, що призвела до хвороби.
Піч не принесла фінансового успіху, а митець захворів і помер у віці тридцяти чотирьох років.
Картина «Піч для випалення вапна», тривожна і загадкова, стала родзинкою виставки в Паризькому салоні.